# Similosodus
Similosodus is een kevergeslacht uit de familie van de boktorren (Cerambycidae). De wetenschappelijke naam van het geslacht werd voor het eerst geldig gepubliceerd in 1945 door McKeown.

## Soorten
Similosodus omvat de volgende soorten:
- Similosodus ziczac (McKeown, 1942)
- Similosodus bedoci (Pic, 1926)
- Similosodus burckhardti Hüdepohl, 1996
- Similosodus choumi Breuning, 1963
- Similosodus coomani (Pic, 1926)
- Similosodus palavanicus (Breuning, 1939)
- Similosodus persimilis (Breuning, 1942)
- Similosodus samaranus (Heller, 1926)
- Similosodus signatus (Breuning, 1939)
- Similosodus strandi (Breuning, 1938)
- Similosodus transversefasciatus (Breuning, 1938)
- Similosodus variolosus (Breuning, 1938)
- Similosodus venosus (Pascoe, 1867)
- Similosodus atrofasciatus (Pic, 1925)
- Similosodus birmanicus (Breuning, 1938)
- Similosodus castaneus (Aurivillius, 1911)
- Similosodus chinensis Gressitt, 1951
- Similosodus chujoi Breuning, 1982
- Similosodus flavicornis Breuning, 1961
- Similosodus fuscosignatus (Breuning, 1939)
- Similosodus papuanus (Breuning, 1940)
- Similosodus punctiscapus Breuning, 1963
- Similosodus taiwanus Hayashi, 1966
- Similosodus torui Holzschuh, 1989
- Similosodus unifasciatus (Pic, 1934)
- Similosodus ursuloides Breuning, 1968
- Similosodus ursulus (Pascoe, 1866)
- Similosodus verticalis (Pascoe, 1865)